# Il moralista
Il moralista è un film del 1959 diretto da Giorgio Bianchi.
Uscito a poca distanza dallo scandalo Montesi, nella trama del film si avvertono gli echi di alcune polemiche degli anni cinquanta che mescolavano lotta politica e gossip.

## Trama
Agostino, irreprensibile ed ottuso segretario generale dell'OIMP (Organizzazione Internazionale della Moralità Pubblica), sembra un burocrate censore moralista ai limiti dell'assurdo, ma è in realtà un losco individuo che fa la tratta delle bianche e tenta di ingraziarsi l'influente presidente dell'organizzazione corteggiandone la figlia "racchia". Nonostante venga smascherato, riuscirà a prendersi una rivincita mettendo alla berlina i capricci del presidente.

## Produzione e cast
Il film segnò l'esordio sul grande schermo dell'attrice austriaca Maria Perschy. La madre romagnola di Mara Berni è interpretata dalla celebre doppiatrice Lydia Simoneschi, qui al suo ultimo film. La giovane Sylvia Lopez morì l'anno stesso di leucemia.